# Long Live The Black Parade
Long Live The Black Parade (también llamada Long Live The Black Parade North American Stadium Tour) es una gira de conciertos de la banda estadounidense de rock My Chemical Romance, en celebración de su tercer álbum de estudio, The Black Parade; comenzó el 11 de julio de 2025, y está programado que concluya el 20 de septiembre de 2025.
Las entradas de la gira completa se agotaron en cuestión de horas luego de ponerse a la venta, lo que motivó la adición de un segundo concierto en el Dodger Stadium de Los Ángeles.

## Fechas de conciertos

### Long Live The Black Parade North American Stadium Tour
| Fecha                    | Ciudad          | Estado o provincia | País | Evento \| recinto                     | Espec. | Capac. | Recaudación |
| ------------------------ | --------------- | ------------------ | ---- | ------------------------------------- | ------ | ------ | ----------- |
| 11 de julio de 2025      | Seattle         | Washington         | EUA  | T-Mobile Park                         | 37000  | 37000  |             |
| 19 de julio de 2025      | San Francisco   | California         | EUA  | Oracle Park                           |        |        |             |
| 26 de julio de 2025      | Los Ángeles     | California         | EUA  | Dodger Stadium                        | 40000  | 40000  |             |
| 27 de julio de 2025      | Los Ángeles     | California         | EUA  | Dodger Stadium                        |        | 40000  |             |
| 2 de agosto de 2025      | Arlington       | Texas              | EUA  | Globe Life Field                      | 40000  | 40000  |             |
| 9 de agosto de 2025      | East Rutherford | Nueva Jersey       | EUA  | MetLife Stadium                       |        |        |             |
| 15 de agosto de 2025     | Filadelfia      | Pensilvania        | EUA  | Citizens Bank Park                    |        |        |             |
| 22 de agosto de 2025     | Toronto         | Ontario            | CAN  | Rogers Centre                         |        |        |             |
| 29 de agosto de 2025     | Chicago         | Illinois           | EUA  | Soldier Field                         |        |        |             |
| 7 de septiembre de 2025  | Boston          | Massachusetts      | EUA  | Fenway Park                           |        |        |             |
| 13 de septiembre de 2025 | Tampa           | Florida            | EUA  | Raymond James Stadium                 |        |        |             |
| 20 de septiembre de 2025 | Atlanta         | Georgia            | EUA  | Shaky Knees Festival \| Piedmont Park |        |        |             |

### Fechas posteriores

#### América Latina
| Fecha                 | Ciudad           | País      | Recinto                            | Espec. | Capac. | Recaudación |
| --------------------- | ---------------- | --------- | ---------------------------------- | ------ | ------ | ----------- |
| 22 de enero de 2026   | Bogotá           | Colombia  | Vive Claro                         |        |        |             |
| 25 de enero de 2026   | Lima             | Perú      | Estadio Nacional                   |        |        |             |
| 28 de enero de 2026   | Santiago         | Chile     | Estadio Bicentenario de La Florida |        |        |             |
| 29 de enero de 2026   | Santiago         | Chile     | Estadio Bicentenario de La Florida |        |        |             |
| 1 de febrero de 2026  | Buenos Aires     | Argentina | Estadio Huracán                    |        |        |             |
| 5 de febrero de 2026  | São Paulo        | Brasil    | Allianz Parque                     |        |        |             |
| 6 de febrero de 2026  | São Paulo        | Brasil    | Allianz Parque                     |        |        |             |
| 13 de febrero de 2026 | Ciudad de México | México    | Estadio GNP Seguros                |        |        |             |
| 14 de febrero de 2026 | Ciudad de México | México    | Estadio GNP Seguros                |        |        |             |

#### Sudeste Asiático
| Fecha               | Ciudad       | País          | Evento o recinto             | Espec. | Capac. | Recaudación |
| ------------------- | ------------ | ------------- | ---------------------------- | ------ | ------ | ----------- |
| 18 de abril de 2026 | Incheon      | Corea del Sur | Paradise City Culture Park   |        |        |             |
| 22 de abril de 2026 | Bangkok      | Tailandia     | Impact Challenger Hall       |        |        |             |
| 25 de abril de 2026 | Manila       | Filipinas     | Arena Filipina               |        |        |             |
| 28 de abril de 2026 | Singapur     | Singapur      | Estadio Cubierto             |        |        |             |
| 30 de abril de 2026 | Kuala Lumpur | Malasia       | Estadio Nacional Bukit Jalil |        |        |             |
| 1 de mayo de 2026   | Kuala Lumpur | Malasia       | Estadio Nacional Bukit Jalil |        |        |             |
| 3 de mayo de 2026   | Yakarta      | Indonesia     | Hammersonic Festival         |        |        |             |

#### Reino Unido
| Fecha               | Ciudad  | País       |    | Evento \| recinto  | Espec. | Capac. | Recaudación |
| ------------------- | ------- | ---------- | -- | ------------------ | ------ | ------ | ----------- |
| 10 de julio de 2026 | Londres | Inglaterra | RU | Estadio de Wembley |        |        |             |
| 11 de julio de 2026 | Londres | Inglaterra | RU | Estadio de Wembley |        |        |             |